# 繊維土器
繊維土器（せんいどき）とは、土器制作時に胎土中に故意に植物の繊維を混入させた土器のことをいう。縄文時代早期及び前期の土器に顕著に見られ、土器の焼成は一般的に不十分で、土器の表面の繊維は抜け落ちて、非常に細く細かい溝状のくぼみとなっているが、内部の繊維は炭化して残存し、断面は表面の白っぽい部分にはさまれて漆黒色に見える。繊維は、主としてイネ科のような葉や茎が繊維質の植物の繊維をよく精製したものを使用したと考えられ、壁土に混ぜるような粗い茎や草をそのまま使用したものではない。土器の底部以外では、繊維は横に走っていることが多いが、これは、土器を粘土ひもの輪積みによって制作するために、あらかじめ粘土ひもを引き延ばす工程があるが、引き延ばされた粘土ひもに伴って、混入された繊維が横に走るようになったものと推察される。繊維を混ぜた目的は、粘土の粘性を抑えて、乾燥の際に亀裂を防ぐためと考えられる。繊維土器は、関東地方では、早期中葉の田戸上層式から現れ前期中葉の黒浜式を最後に消失する。地理的な範囲としては、関東以北の東北、北海道で盛行した。繊維土器を制作するために、繊維を粘土によくなじませて締まった胎土にするために、様々な縄文が発達した。例えば、関東地方では、花積下層式、関山式、黒浜式に羽状縄文をはじめとしてコンパス文、ループ文などの縄文が隙間なく器面に施された。関山式の縄文原体は、複節、複々節といった複数回にわたって撚った非常に複雑な縄であることが知られている。東北地方では、円筒下層式土器に羽状縄文が発達し、北海道南部では円筒下層式の系譜をひく土器群が製作された。北海道中部から道東地方にかけては、北筒式という独特な繊維土器が作られた。山内清男によって縄文前期前半の土器型式を考えるに当たり、それらが繊維土器であるという特色が発見された。